# Mertens Anemone
Mertens Anemone (Stichodactyla mertensii) ist eine Seeanemone aus den tropischen Korallenriffen des Indopazifik. Sie gilt als die größte aller Seeanemonen.

## Verbreitung
Im Indischen Ozean lebt sie in den Korallenriffen an den Küsten Ostafrikas und Madagaskars bis zur südlichen Andamanensee und der Küste Indonesiens, nicht jedoch im Arabischen Meer und im Persischen Golf. Im Pazifik bewohnt sie die Küsten Indonesiens, der Philippinen, Taiwans, außerdem die Gewässer um Neuguinea, der Salomon-Inseln, Vanuatus, der Fidschiinseln und der Nordküste Australiens mit Ausnahme des Golf von Carpentaria.

## Merkmale
Mertens Anemone ist von weißer, grüner oder gelbbrauner Farbe. Ihre gefaltete, mehr ovale als runde Mundscheibe erreicht einen Durchmesser von bis zu 1,5 Metern. Tentakel treten in zwei Formen auf, kurze, nur ein bis zwei Zentimeter lange, die die gleiche Farbe wie die Mundscheibe haben und wenige, fünf Zentimeter oder länger werdende Tentakel deren Enden weiß, gelb oder grün sind. Rund um den Mund befindet sich eine tentakelfreie Zone mit einem Durchmesser von zwei bis fünf Zentimeter. Die Nesselkraft der Anemone ist sehr schwach.

## Lebensweise
Mertens Anemone lebt nicht wie ihre Verwandten, Stichodactyla gigantea und Stichodactyla haddoni auf Sandböden, sondern bevorzugt Spalten in Fels- und Korallenriffen als Standort. Bei Gefahr zieht sie sich langsam in den Spalt zurück. 
Sie lebt mit Zooxanthellen in Symbiose, von denen sie einen Teil der Nährstoffe bekommt, die sie benötigt. Mertens Anemone ist anderseits eine Symbioseanemone und wichtiger Symbiosepartner von Anemonenfischen. Insgesamt zwölf Arten der Anemonenfische akzeptieren sie als Partner. Unter den Symbiosepartnern von Mertens Anemone tritt aus unbekannten Gründen häufig Melanismus auf.
Im Meerwasseraquarium ist Mertens Anemone empfindlich und kaum haltbar.